# 福建省永泰第一中学
福建省永泰县第一中学，简称永泰一中，是中华人民共和国福建省福州市永泰县的完全中学，创于1902年。

## 学校荣誉
- 2015年8月，全国青少年足球特色校[2]

- 2016年，福建省一级达标高中。[3]

## 相关链接
- 永泰一中网站 （页面存档备份，存于）